# Pentatermus carinatus
Pentatermus carinatus är en stekelart som beskrevs av Karl-Johan Hedqvist 1963. Pentatermus carinatus ingår i släktet Pentatermus och familjen bracksteklar. Inga underarter finns listade i Catalogue of Life.